# Kaitlyn
Celeste Beryl Braun (* 7. Oktober 1986 in Houston, Texas) als Celeste Beryl Bonin ist ein US-amerikanisches Model, Bodybuilderin, Geschäftsfrau und ehemalige Wrestlerin mit mexikanischer Abstammung. Sie stand bis zum 8. Januar 2014 bei der WWE unter Vertrag und trat dort unter dem Ringnamen Kaitlyn auf.

## Privatleben
Brauns beste Freundin ist die ehemalige WWE Diva AJ Lee.
Ihr größtes Idol im Wrestling ist Goldberg.
Am 29. November 2013 gab Braun die Verlobung mit Philip Drew Braun Jr. (PJ Braun), Bodybuilder und Präsident von Prime Nutrition und Blackstone Labs bekannt. Am 20. Juni 2014 heirateten die beiden und Celeste Bonin nahm den Namen ihres Mannes an.

## Bodybuildingkarriere
Braun hatte ihren ersten Bodybuilding-Auftritt im Jahr 2006. 2007 gewann sie die National Physique Committee John Sherman Classic Figure and Fitness Championship und erreichte den fünften Platz bei den Arnold Classics. Sie erreichte 2007 einen Platz unter den besten fünf bei Musclemania Superbody. 2008 war sie als Miss November im Hardfitness-Kalender zu sehen und wurde 16. bei den NPC Junior Nationals. 2009 erschien Braun im Bodybuilding-Magazine Flex.

## Wrestlingkarriere

### World Wrestling Entertainment (2010–2014, seit 2018)

#### Florida Championship Wrestling (2010)
Im Juli 2010 unterschrieb sie einen Vertrag bei World Wrestling Entertainment und trat zunächst in deren Entwicklungsliga Florida Championship Wrestling (FCW) auf, wo sie unter dem Ringnamen Celeste in einem Bikini-Contest debütierte. Ihr Ringname wurde zunächst in Ricki Vaughn und anschließend in Kaitlyn geändert. Am 22. August 2010 debütierte sie als Lumberjill am Ring bei einem Match zwischen AJ Lee und Naomi Knight.

#### NXT und Main Roster Debüt (2010–2012)
Am 7. September wurde Braun Teamkollegin von Vickie Guerrero in der dritten Staffel von WWE NXT. Nach einigen Challenges und Matches gewann sie die diese Staffel.
Am 3. Dezember 2010 wurde sie ins SmackDown-Roster berufen. Ihr erstes Match bei SmackDown bestritt Braun am 28. Januar 2011, wo sie und Kelly Kelly von LayCool (Layla & Michelle McCool) besiegt wurden. Ab der SmackDown-Episode vom 27. Mai 2011 bildeten Braun und AJ Lee das Tag Team The Chickbusters, welches bis zum 13. Mai 2012 bestand.
Ab dem 8. Februar 2012 nahm Braun dann bei NXT Redemption teil, wo sie zusammen mit Derrick Bateman gegen Maxine fehdete, mit dem sie dann auch eine Storyline-Beziehung hatte.

#### WWE Divas Champion und Rücktritt (2012–2014)

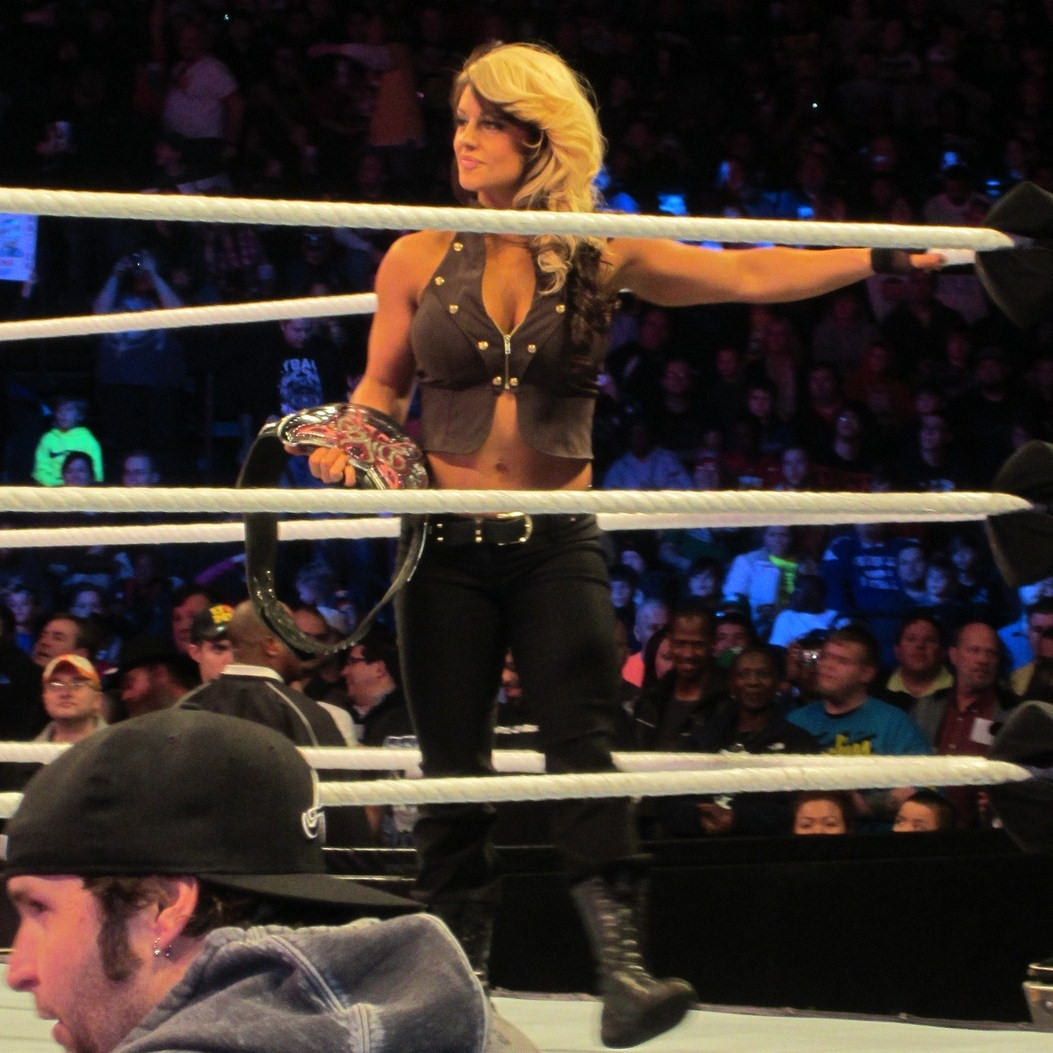
Kaitlyn als WWE Divas Champion (2013).

Ab August 2012 fehdete Braun gegen Eve Torres. Im Zuge dessen gewann sie am 20. August 2012 eine Divas Battle Royal und wurde somit Hauptherausforderin auf Laylas WWE Divas Championship. Dieses Titelmatch kam allerdings aufgrund einer Storyline nicht zustande. Nach einigen Niederlagen bei RAW, Hell in a Cell, bei der Survivor Series und bei SmackDown konnte Braun schlussendlich bei der Raw-Ausgabe vom 7. Januar 2013 ihr erstes Titelmatch gegen Eve durch Auszählen gewinnen. In der RAW-Jubiläumsausgabe zum 20-jährigen Bestehen am 14. Januar 2013 konnte sie die WWE Divas Championship von Eve Torres in ihrer Heimatstadt Houston gewinnen. Beim PPV Payback musste sie den Titel an AJ Lee abgeben.
Am 8. Januar 2014 wurde bekannt gegeben, dass Braun ihren Vertrag aufgelöst und die WWE mit sofortiger Wirkung verlassen hat. Ihr letztes Match wurde am gleichen Abend ausgestrahlt. Sie verlor bei WWE Main Event gegen AJ Lee. In ihrem letzten Interview mit der WWE erzählte sie, dass sie in die Fitness-Branche zurückkehren werde und das Fitnessbekleidungsunternehmen Celestial Bodiez gegründet hat.
Am 17. Juli 2014 gab Braun ein Statement ab, dass sie sich aus dem Wrestlingbusiness zurückgezogen hat um sich voll und ganz auf ihre Ehe und ihre Kleiderlinie zu konzentrieren.

#### Rückkehr (seit 2018)
Am 12. Juli 2018 kündigte WWE an, dass Kaitlyn, zum ersten Mal in vier Jahren, als einer der Teilnehmer im Mae Young Classic Turnier 2018 zurückkehren wird.

## Karriere als Unternehmerin
Neben ihrer Wrestlingkarriere arbeitet Bonin auch für die Fitnesseite Hardbody.com, für die sie Interviews tätigt.
Am 25. Juni 2014 brachte Braun ihre eigene Modelinie Celestial Bodiez heraus. Braun ist auch Pressesprecherin für Prime Nutrition, der Firma ihres Mannes PJ Braun.

## Wrestling-Erfolge
WWE
- WWE Divas Championship (1×) 
- NXT Gewinnerin (Season 3 2010) 

## Erfolge im Bodybuilding
National Physique Committee
- John Sherman Classic Bodybuilding Figure and Fitness Championship (1×) 